# 丈 (俳優)
丈（じょう、1966年1月29日 - ）は、日本の俳優、演出家、作家。
本名および旧芸名は小野寺 丈（おのでら じょう）。太田プロダクション所属。

## 略歴
東京都出身。日本大学藝術学部映画学科中退。大衆演劇の「梅沢武生劇団」にしばらく籍を置いたのち、劇団JOE Companyを結成し、ほぼ全ての公演で脚本・演出・出演を務める。その後、約10年間の劇団活動休止をはさみ、プロデュースユニットとして再出発させる。ひとり芝居や、六代目三遊亭圓窓に落語を学び高座に上がるなどの経験も持つ。
実父である石ノ森章太郎の原作作品は百単位と数多く映像化されているが、シリーズものも含め、小野寺が出演したのは5作品である。近年はドラマや映画、Vシネマなど活動の場を広げている。また舞台での活躍も増え、浜木綿子、藤田まこと、左とん平らに師事し、東宝や松竹制作による前述した役者らの座長公演にもたびたび出演している。
1985(昭和60)年、雑誌『ヒストリーズラン』発行10代のメッセージマガジンとして、自らに問う手紙（詩）などを若手の小説家などと掲載。
当時は尾崎豊らをはじめ10代へのメッセージが流行したが、数回で廃刊になる。
1999年、タレントの白石さおりと結婚。二児の父。長男は「小野寺永遠」、次男は「星流」の芸名で子役やモデルとして活動している。
2012年2月、『サイボーグ009』の完結編となる小説『2012 009 conclusion GOD'S WAR』を脱稿。同年9月25日、角川文庫より「I」（2006年に一度角川書店より発行し、今回は改訂版となる）・「II」を、10月25日には「III」を発行。
2021年4月1日、芸名を「丈」に改名。

## エピソード

### JOE Company
JOE Companyは10年間の活動休止後、現在はユニットとしてプロデューサーシステムに移行しているが、旗揚げ当初は所属劇団員を抱えた劇団システムであった。運営などはワンマンであったが、野田秀樹主宰の夢の遊眠社や、渡辺えり子主宰の劇団3○○、つかこうへい事務所のつかこうへいなどに鑑みて、主宰者個人で座員すべてを牽引するスタイルは、小劇団を維持するには必要なシステムであった。旗揚げの3年後『PLUSTIC-ILLUSION』という作品を契機に、所属劇団員の向上心・競争心を触発させることと作品のレベルアップを目的に、外部から経験豊富な実力のある客演を招きはじめた。小野寺自身はメイン役を演じる機会が多かったが、演技経験の浅い劇団員との実力差が明白だったため、担わざるを得なかった。その後、番外公演と称して、小野寺を除いた劇団員のみが創作・出演する舞台を、小野寺が企画し、二度（キッドアイラックホール、旧・シアターグリーンにて）提供したことがある。小野寺は、キッドアイラックホールでの公演パンフレットにて「親獅子が子供を谷底に突き落とすような心境（中略）劇団員たちの自主性や実力の向上を願い、勉強してもらいたい」といった主旨のコメントを寄せている。客演を招いた公演でも、チャンスを与えるため劇団員へメインを演じさせることが多かった。近年のプロデューサーシステム移行後は、実力ある役者を集める傍ら、一般オーディションも開催し、自身はほぼ全作にわたり脇役に撤している。
旗揚げ当初から、以下のように表現方法やジャンルを作品ごとで変化させている。86年「灯-TOMOSIBI-」- 純愛コメディ、87年「エンジェルにはなりたくない」- ファンタジー、88年「PLUSTIC-ILLUSION」- SF、88年「2000年ラプソディー」- 伝奇ミステリー、89年「籠の中」- ホラー、89年「TRAIN-PANIC」- パニックアクション。プロデュースユニットへの移行後も、その姿勢は一貫している。
小野寺は「自分の存在価値とプライドにかけて『石ノ森の息子』とは、今後公言しないようにしたい。この番組で父の話をすることは最後にしたい」と発言している（2008年NHKBS「とことん石ノ森章太郎」にて）。
石ノ森の息子として体感したジレンマや苦悩などを自身のブログで綴っている。日本テレビ系「爆笑大問題」にて、大学在学中「仮面ライダーのマスクのデザインを最終決定したのは自分だ」と自慢していた旨を同窓の爆笑問題が明かしたが、当該発言の真偽は未だ問い質されていない。爆笑問題の別番組にて、夏目漱石の孫の「そういう目で見られることが嫌だった」との発言を受けた爆笑問題の田中が「石ノ森章太郎の息子に、息子ではないかと問い詰めたら、首を絞められた」 という主旨の発言をしている。
1989年11月の劇団公演「トライアングルビジョン」（新宿シアターモリエール）での上演台本の執筆を父親、さいとう・たかを、藤子不二雄Aの三名に依頼している。その際に配布された小野寺のメッセージには自身の苦悩などが綴られていた。

### 交流関係
『HOTEL』にて長年共演した高嶋政伸、石橋保、赤坂晃との交流を続けている。
高嶋について「業界で心を許せる友を作るのも難しいが、真面目なんだけど、ちょい、いい加減、そんなとこが、やたらと波長が合った」としている。近年は互いに多忙となり会う回数は減ったものの、高嶋から連絡を受け飲みに行くことがあるという。小野寺によれば、JOE Companyが公演を行う際は、高嶋がほぼ欠かさず現場に駆けつけてくるという。
『愛という名のもとに』の出演者である石橋は、同ドラマのファンだった小野寺が声をかけ、同年代でもあることから意気投合。「競争社会で親友の出来にくい芸能界での親友の1人」と語り、若いころは朝まで飲み明かすこともあったという。
HOTEL終了後、不祥事で芸能界を去った赤坂について『晃君には、心があります。だから、いつ会っても、最初会った時と全く変わらずに会えます。(中略) 過去に何があったとしても、今、その人がどう頑張っているか、これから どう頑張ろうとしているかが大事だと いつも思うのです。』と自身のブログで胸中を明かした。2021年には小野寺が監督・演出を務めた『7 NANA』へ、映画・舞台版ともに主演として赤坂が参加している。
赤坂との交流をきっかけに、出演者を集めた「HOTEL会」を開くこととなり、赤坂と同じく芸能界を去った秋山純を招いている。秋山とは赤坂の出所後に行われた単独ライブへ高嶋、佐野圭亮らと共に駆けつけた。

## 出演

### テレビドラマ
- フジテレビ・月曜ドラマランド胸さわぎの放課後（1983年） - レギュラー出演
- 星雲仮面マシンマン（1984年、日本テレビ） - 亀太 役
- 日本テレビ系 モーニングサラダ（1984年、西城秀樹司会の土曜の朝の情報バラェティ番組） - レギュラー出演
- TBS系「胸キュン探偵団」（1984年） - レギュラー出演
- フジテレビ系スケバン刑事、スケバン刑事II 少女鉄仮面伝説（1985年、1986年） - レギュラー出演
- 銀河テレビ小説・まんが道 - 青春篇 （1987年、NHK） - 実父である石森章太郎 役
- これが仮面ライダーBLACKだ!!（1987年9月27日、MBS） - レポーター
- 仮面ライダーBLACK 第42話（1988年、MBS） - 八百屋 役
- 仮面ライダーBLACK RX（1988年、MBS） - 吾郎 役
- メタルヒーローシリーズ（テレビ朝日）
  - 機動刑事ジバン 第23話（1989年） - 星山 役
  - 特救指令ソルブレイン 第30話（1991年） - 犬山 役
  - 特捜ロボ ジャンパーソン 第6話（1993年） - 冷凍人間 工藤助三 役
- HOTEL（1990・1992・1994・1995年、TBS） - 北山修二 役
- TBS系天使のように生きてみたい(1992年、TBS系） - ゲスト主役
- ウルトラマンダイナ（1997年、MBS） - ナカジマ・ツトム 役
- テレビ東京系 情報レストラン（1997年）レポーター・準レギュラー出演
- フジテレビ系・金曜エンタティメント「おふくろシリーズ・おふくろありがとう」（1997年）
- TBS系・月曜ドラマスペシャル「早乙女千春の添乗報告書9」（2000年） - 町田豊 役
- はぐれ刑事純情派（2000年） - 澤田高志 役
- TBS系・月曜ミステリー劇場「流れ星お銀!事件解決いたします2」（2001年）
- TBS系「かあさん保護司　神崎アイの熱血事件簿」（2001年）
- 京都鴨川東署迷宮課おみやさん（2002年、テレビ朝日） - 茅野太一 役
- おみやさん（2003 - 2009年、テレビ朝日） - 茅野太一 役
- TBS系・月曜ミステリー劇場「駅前タクシー・湯けむり事件案内」（2003年）
- テレビ東京系・女と愛とミステリー「警察署長・たそがれ正治郎」（2005年） - 土屋弘義
- テレビ東京「国盗り物語」（2005年）
- ウルトラマンマックス 第20話（2005年、CBC） - 山口武雄 役
- テレビ朝日 土曜ワイド劇場「横浜海上警察 名村鴨子」（2006年）
- テレビ朝日 土曜ワイド劇場「さくら署の女たち」（2006年）
- 幻十郎必殺剣 第6話ゲスト（2008年2月29日、テレビ東京）
- テレビ朝日系「暴れん坊将軍」800回記念
- テレビ朝日「メイド刑事」第3話（2009年7月10日） - 井田森男 役
- NHK「天地人」（2009年） - 金山代官 役
- テレビ東京　水曜シアター9　横溝正史ミステリ大賞受賞作「テネシーワルツ」（2010年）
- 終着駅シリーズ（2011年9月24日 - 、テレビ朝日） - 海野 役
- フジテレビ系・金曜プレステージ「医療捜査官 財前一二三4」（2013年11月8日） - 有馬忠明 役
- NHK BSプレミアム 大岡越前2 第9話（2014年11月28日） - 蓑吉 役
- 朝日放送・土曜ワイド劇場「逆転報道の女5」（2016年5月14日） - 岡部哲也 役
- はぐれ署長の殺人急行3（2018年1月22日、TBS） - 本村但 役
- 庶務行員・多加賀主水5（2020年9月24日、テレビ朝日） - 田沼敏夫 役
- 警視庁考察一課（2022年） - 飯田喜平 役
- HOTEL -NEXT DOOR- 第3話（2022年9月24日、WOWOW） - 横山博 役

### 映画
- フィンガー5の大冒険 （1974年、東映） - 観客として石森家4人でカメオ出演
- ウルトラマンティガ&ウルトラマンダイナ 光の星の戦士たち（1998年、松竹） - ナカジマ・ツトム  役
- ウルトラマンティガ THE FINAL ODYSSEY（2000年、松竹） - ナカジマ・ツトム 役
- レディ・プラスティック（2001年）
- 夏のゆずりは（2006年11月 - ）レギュラー出演　※インターネットシネマ
- セレブが結婚したい13の悪魔（2007年、グロービック） - 金瀬良 役
- 大決戦!超ウルトラ8兄弟（2008年、松竹） - 市民 役
- ウルトラマンサーガ（2012年、松竹） - ナカジマ・ツトム 役
- 宮古島物語ふたたヴィラ（2023年公開予定、10ANTS）[14]
- ぬくもりの内側（2023年11月17日公開、厚生労働省推薦 イオンエンターテイメント） - 緩和ケア上田医師役
- いちばん逢いたいひと（2023年2月24日公開、渋谷プロダクション） - 橘高康介 役[15]
- 風が通り抜ける道（2024年1月12日公開、イオンエンターテイメント、沖縄県後援） - 梅里義昭（第1空挺団 (陸上自衛隊)）役
- ぴっぱらん!!（2024年11月1日公開、渋谷プロダクション） - 堂島武夫 役[16]
- 本を綴る（2024年10月5日公開） - 結城文博 役

### オリジナルビデオ
- 真・仮面ライダー 序章（1992年、東映ビデオ） - スポーツクラブのコーチ 役
- 仮面ライダーSD（1993年、東映、東映ビデオ、バンダイ） - RX 役 - 声優
- まんがビデオ仮面ライダー（1999年） - 一文字隼人 役 - 声優
- ウルトラマンティガ外伝 古代に蘇る巨人（2001年、バンダイ） - カザハヤ 役
- ウルトラマンダイナ 帰ってきたハネジロー（2001年、バンダイ） - ナカジマ・ツトム 役
- 本気!15 - 30（2004年） - 子組：夢作 役

### 舞台
- エルカンパニー公演「THE WINDS OF GOD」紀伊国屋ホール・他（1995年 - ）
- エルカンパニー公演「ゆく年くる年」新宿シアターアプル
- 東宝製作「真室川の女」東京宝塚劇場（1996年）
- 東宝製作「金時きつね」東京宝塚劇場（1997年）
- 東宝製作「売らいでか！」 東京:芸術座・東京:帝国劇場・名古屋:名鉄ホール・福岡:博多座（1997年 - 2005年）
- 東宝製作「あばれ女将」帝国劇場（1999年）
- 東宝製作「八木節の女」帝国劇場（1999年）
- 東宝製作「人生はガタゴト列車に乗って…」帝国劇場（2000年）
- 東宝製作「ねぶたの女」御園座（2000年）
- 東宝製作「花のれん」帝国劇場（2001年）
- 名鉄ホール製作「浮き世長屋は春爛漫」名鉄ホール（2001年）
- コマ劇場・明治座・松竹製作「剣客商売」パート1 - 4（2001年 - 2008年）梅田コマ劇場・明治座・御園座・松竹座
- 東宝製作「極楽町一丁目」東京:芸術座・名古屋:御園座・大阪:新歌舞伎座・福岡:博多座（2001年 - 2007年）
- 明治座製作「必殺仕事人」明治座（2002年）
- エルカンパニー公演「MAKOTO」新宿シアターアプル・福岡:西鉄ホール・神戸オリエンタル劇場（2002年）
- 東宝製作「口八丁手八丁」帝国劇場（2003年）
- 三越劇場製作「浅草ろまん　雪の花道」三越劇場（2004年）
- 明治座製作「夫婦善哉」明治座（2004年）
- 東宝製作「大吉夢家族」帝国劇場（2005年）
- 明治座製作「忠臣蔵」明治座（2007年）

### Webドラマ
- グッドモーニング、眠れる獅子（2022年、ひかりTV） - 田崎山竜太郎 役[17]

## 脚本
- 真・仮面ライダー 序章（1992年、東映ビデオ）宮下隼一と共同
- サイボーグ009 THE CYBORG SOLDIER（2001年、テレビ東京）
  - ラスト3話（第49話 - 第51話）に相当する「Conclusion God's War〜序章〜」を大西信介と共に担当

## 監督
- 7 NANA（2021年）初監督作品
- いちばん逢いたいひと（2023年2月24日公開）[15]
- ハオト（2025年8月8日公開）[18]

## 小説
- 2012 009 conclusion GOD'S WAR I、II、III（2006年 - 2012年、角川書店 / 角川文庫）
  - 全体の構想を石ノ森章太郎が手掛け、原稿も石ノ森の手によるものが残っていた部分はそれを基にしているため、石ノ森との共著という扱いとされている